# Schoolfiguren
Schoolfiguren is een kunstwerk in Amsterdam Nieuw-West.
Vanaf april 1965 werd er aan de Burgemeester De Vlugtlaan 125 gebouwd aan de derde nijverheidsschool voor meisjes. Destijds was een deel van het bouwbudget bestemd voor aan te brengen kunst. Voor deze school werd Harry op de Laak gevraagd een kunstwerk te leveren. Het werd een combinatie van baksteen en mozaïek. Op de Laak paste een aantal verschillende gevelklinkers toe en wisselde die af met keramiek; ze zijn daarbij op diverse manieren gevoegd (horizontaal, verticaal, en diagonaal). Hij gebruikte vanaf de eerste bouwlaag bijna een geheel gevelvlak, maar liet de verticale lijn doorlopen tot op het maaiveldniveau. Daar waar het rechter deel figuratief is met de afbeelding van mensen, is het linker deel abstract.
Het gebouw was enige tijd in gebruik bij het Van Eesterenmuseum. Toen dat een eigen gebouw kreeg, trok er een bedrijvencentrum in.

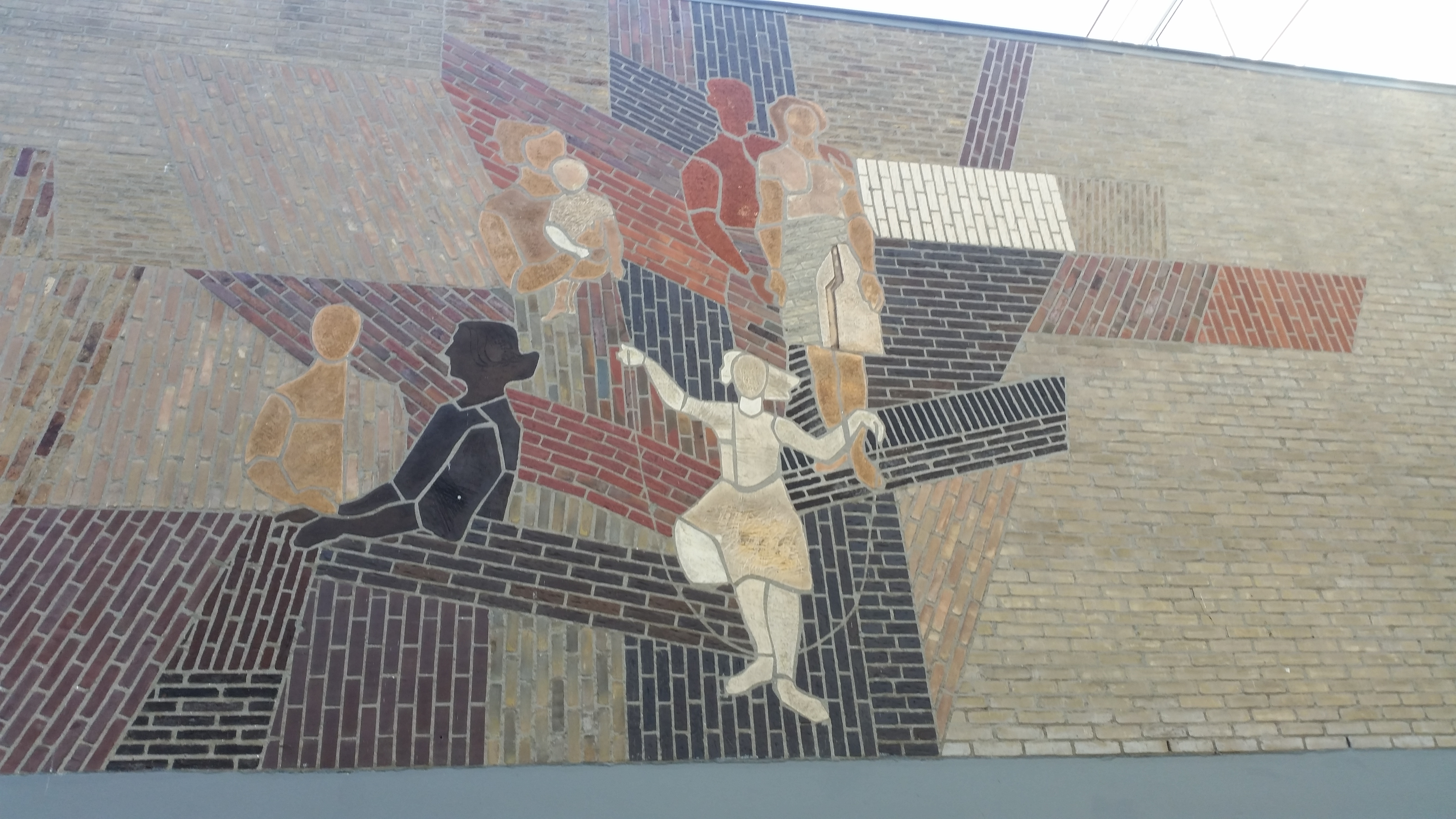
Detail (oktober 2018)